# Synema pereirai
Synema pereirai is een spinnensoort uit de familie van de krabspinnen (Thomisidae).
De wetenschappelijke naam van de soort werd in 1943 gepubliceerd door Benedicto Abílio Monteiro Soares.